# Puerto (Oviedo)
Puerto es una parroquia y lugar del municipio de Oviedo, distando este último 12,5 kilómetros de la capital municipal. La parroquia tiene una población de 182 habitantes (2020) y ocupa una extensión de 4,66 km².

## Entidades singulares de población
La parroquia de Puerto está comprendida por los lugares de La Arquera, El Cantaju, Puerto y la casería de Villar.

## Demografía
| Año | 1968 | 1996 | 2000 | 2001 | 2002 | 2003 | 2004 | 2005 | 2008 |
| Población | 630  | 306  | 284  | 272  | 253  | 249  | 250  | 236  | 218  |
| Fuentes: 1968: Gran Enciclopedia Asturiana 1996: Nomenclátor de Entidades de Población de Asturias 1996 2008: sadei resto: Instituto Nacional de Estadística |      |      |      |      |      |      |      |      |      |

## Monumentos
- Iglesia de San Pelayo de Puerto